# Shahrestān di Kamyaran
Lo shahrestān di Kamyaran (farsi شهرستان کامیاران) è uno dei 10 shahrestān della Provincia del Kurdistan, il capoluogo è Kamyaran. Lo shahrestān è suddiviso in 2 circoscrizioni (bakhsh): 
- Centrale (بخش مرکزی)
- Muchesh (بخش موچش)